# Wahlen zum Repräsentantenhaus der Vereinigten Staaten 1966
Bei den Wahlen zum Repräsentantenhaus der Vereinigten Staaten 1966 wurden am 8. November 1966 die Abgeordneten des Repräsentantenhauses der Vereinigten Staaten gewählt. Die Wahlen waren Teil der allgemeinen Wahlen zum 90. Kongress der Vereinigten Staaten in jenem Jahr, bei denen auch ein Drittel der US-Senatoren gewählt wurden. Da die Wahlen etwa in der Mitte der ersten vollen Amtszeit des demokratischen Präsidenten Lyndon B. Johnson stattfanden (Midterm Election), galten sie auch als Votum über die bisherige Politik des Präsidenten.
Die Zahl der zu wählenden Abgeordneten betrug 435. Die Sitzverteilung basierte auf der Volkszählung von 1960.
Bei den Wahlen verloren die Demokraten 47 Sitze im Vergleich zur letzten Wahl im Jahr 1964. Trotzdem konnten sie mit 248 Mandaten ihre absolute Mehrheit behaupten. Die Republikaner gewannen entsprechend 47 Sitze hinzu und kamen nun auf 187 Kongressabgeordnete. Der Grund für den Umschwung zu Gunsten der Republikaner lag vor allem an dem unpopulären Vietnamkrieg und an zunehmenden Rassenunruhen in vielen amerikanischen Städten. Beides schadete den Demokraten und ihrem vormals populären Präsidenten Johnson, der für das amerikanische Eingreifen in Vietnam verantwortlich gemacht wurde.

## Wahlergebnis
- Demokratische Partei 248 (295) Sitze
- Republikanische Partei 187 (140) Sitze

Gesamt: 435 (435)
In Klammern sind die Ergebnisse der letzten Wahl zwei Jahre zuvor. Veränderungen im Verlauf der Legislaturperiode, die nicht die ursprünglichen Wahlen an sich betreffen, sind bei diesen Zahlen nicht berücksichtigt, werden aber im Artikel über den 90. Kongress im Abschnitt über die Mitglieder des Repräsentantenhauses bei den entsprechenden Namen der Abgeordneten vermerkt. Daher kommt es in den Quellen gelegentlich zu unterschiedlichen Angaben, da manchmal Veränderungen während der Legislaturperiode in die Zahlen eingearbeitet wurden und manchmal nicht. Das angeführte Wahlergebnis basiert auf der unten angeführten Quelle (Party Divisions).

## Weblink
- Party Divisions